# 昨日のあいつ今日のおれ
『昨日のあいつ今日のおれ』（きのうのあいつきょうのおれ）は、1965年に松竹大船が配給した、大槻義一監督による青春映画である。主演は田村正和。

## 出演者
- 田村正和 : 新村剛
- 松村達雄 : 新村剛の父正平
- 芳村真理 : いずみ
- 荒木道子 : 新村剛の母梅子
- 柳沢真一 : 徳太
- 国景子 : かすみ
- 三津田健 : 剛太郎
- 柳谷寛 : 錦小路
- 大泉滉 : 警官
- 長門勇 : 山田

## スタッフ
- 監督：大槻義一
- 製作 : 沢村国男
- 脚本 : 林秀彦
- 撮影：生方敏夫
- 音楽：木下忠司
- 美術：森田郷平